# 高麗日報
高麗日報（こうらいにっぽう、朝鮮語: 고려일보、コリョマル: Коре ирбо、ロシア語: Корё ильбо）は、カザフスタン共和国のアルマトイ市で発刊されている、在ソ連高麗人たちの朝鮮語新聞である。1938年5月、クズロルダでソ連共産党の機関紙である「レーニンの旗幟」（레닌기치、Ленин кичи、레닌旗幟）という名前で創刊し、1978年8月に、アルマトイに本拠地を移転した。旧ソ連が崩壊するとともに、1991年5月からは題号を「高麗日報」と改称し、現在まで発行されている。
旧ソ連で発行されていたハングルの新聞としては「レーニンの旗幟」以外に、ユジノサハリンスクの地方新聞である「レーニンの道へ」 （레닌의 길로）があった。しかし、「レーニンの旗幟」が全ソ連で購読可能な唯一の朝鮮語新聞であった。一時は、週6回発行する日刊の新聞として、高麗人の集団移住地であったタシュケント、クズロルダ、ドゥシャンベ、ビシュケクなどの都市に支社を置いた。4万部が発行されていた時期もあり、1982年からは活字に代え、写真植字機による方法で、全紙面をハングルだけで制作するようになった。
ソ連の多民族ファミリーの親善、国際主義的統一と集団主義、ソ連の高麗人たちの生活を映し出す資料が紙面の重要な場を占めてきた「レーニンの旗幟」は、旧ソ連の崩壊後の「高麗日報」に題号が変更された。そして、1990年代に至り、韓国とCIS諸国との交流が許容される一方で、多くの企業体と宗教団体がCIS諸国に参入しはじめ、これによる職員たちの離職と財政難などが重なり、「高麗日報」は週5回発行が週3回に減り、さらには一部をロシア語版として発行したりもした。1992年後半からはハングル版1部、ロシア語版1部を合わせて週1回発行されるようになっている。
文芸面は、在ソ連高麗人たちの文芸作品の唯一の発表の場となっていた。詩、随筆、短編小説、文芸評論など多様な文芸作品がここで発表された。在ソ連高麗人評論家のハン・ジンが「レーニンの旗幟」は在ソ連高麗人の生活を忠実に反映したために、多くの在ソ連高麗人に共感を与えた。また、それのみならず多くの在ソ連のハングル詩人を生み出したために、在ソ連高麗人コミュニティでハングルとコリョマルを100年以上存続させるための大きな功績をたてたという。